# 李江 (1950年)
李江（1950年12月—），男，山西省吉县人，中南矿冶学院毕业。1971年3月加入中国共产党。中华人民共和国政治人物。

## 生平
历任共青团湖南省委副书记；常德地区行署副专员、常德市副市长、常务副市长；湖南省体改委副主任、主任；中共益阳市委副书记、市长、中共益阳市委书记；湖南省委常委、宣传部长；中共湖南省委常委、政法委书记；省公安厅厅长等职。2004年7月30日被授予副总警监警衔。2008年，担任全国人大代表。2011年1月，当选为湖南省人大常委会副主任，党组副书记。 2012年12月接替周强任湖南省人大常委会党组书记。